# Целекоксиб
Целекоксиб (англ. Celecoxib, лат. Celecoxibum) — синтетичний препарат, що належить до групи коксибів, які є представниками нестероїдних протизапальних препаратів. Целекоксиб застосовується виключно перорально. Розробка целекоксибу, як і інших препаратів групи коксибів розпочалась після відкриття ізоформ циклооксигенази — ЦОГ-1 та ЦОГ-2, паралельно в Університеті Бригама Янга та Рочестерському університеті, в якому вперше запатентовані інгібітори ЦОГ-2. Університет Бригама Янга продовжував дослідження коксибів разом із корпорацією «Monsanto», яка пізніше продала права на розробку першого препарата групи — целекоксибу — корпорації «Pfizer», що спричинило довготривалий судовий процес між корпорацією «Pfizer» та Університетом Бригама Янга. Целекоксиб був уперше допущений до застосування в клінічні практиці в США 31 грудня 1998 року під торговою маркою «Целебрекс», і виключний патент на препарат до березня 2014 року належав корпорації «Pfizer».

## Фармакологічні властивості
Целекоксиб — синтетичний препарат, що є представником коксибів та належить до групи нестероїдних протизапальних препаратів. Механізм дії препарату, як і інших представників групи нестероїдних протизапальних препаратів, полягає у інгібуванні ферменту циклооксигенази, яка забезпечує перетворення арахідонової кислоти у простагландини. Але особливістю фармакологічних властивостей целекоксибу є те, що він є першим представником селективних інгібіторів ізоформи циклооксигенази ЦОГ-2, яка утворюється виключно у вогнищах запалення. Інші лікарські препарати, які до цього вважались селективними інгібіторами ЦОГ-2, а саме мелоксикам, німесулід, етодолак, набуметон, натепер вважаються переважними інгібіторами ЦОГ-2; тобто їх селективність до ЦОГ-2 є нижчою, ніж у коксибів. Саме відсутність впливу на ЦОГ-1 при застосуванні целекоксибу значно знижує ризик серйозних побічних ефектів з боку травної системи (у порівнянні з більшістю нестероїдних протизапальних засобів), а відсутність антитромботичної дії целекоксибу в свою чергу призводить до більшого ризику побічних ефектів з боку серцево-судинної системи, а згідно частини досліджень, як і інші коксиби, може призводити до збільшення ризику серцево-судинних ускладнень на 37% (хоча й не всі дослідники поділяють таку думку). Целекоксиб має виражену знеболювальну дію, яка порівнювана із дією інших ненаркотичних анальгетиків, а також деяких (так званих «м'яких») наркотичних анальгетиків, і може застосовуватися для післяопераційного знеболення при малих (особливо стоматологічних операціях). Целекоксиб також знижує продукцію цитокінів, зменшує активність металопротеїназ, зменшує апоптоз хондроцитів та неоангіогенез. Окрім цього, целекоксиб пригнічує ангіонеогенез та індукує апоптоз пухлинних клітин, і може застосовуватися для зменшення ризику розвитку раку товстого кишечника, у тому числі при сімейному поліпозі товстого кишечника. Проводилися дослідження по використанню целекоксибу для лікування хвороби Альцгеймера та бічного аміотрофічного склерозу, але застосування целекоксибу при цих захворюваннях виявилось неефективним. Проте в експериментальному застосуванні целекоксибу при шизофренії, біполярному афективному розладі та депресивних розладах виявлено позитивний вплив препарату, який обумовлюється впливом целекоксибу на дегенеративні процеси в нервовій системі, пов'язаних із запальними процесами. Негативною рисою целекоксибу є його погана здатність до розчинення у воді, тому препарат застосовується виключно перорально. Хоча немає даних за вплив целекоксибу на передчасне закриття артеріальної протоки, препарат не рекомендується до застосування при вагітності.

### Фармакокінетика
Целекоксиб відносно повільно, але добре всмоктується при пероральному застосуванні, біодоступність препарату згідно більшості досліджень становить 75% (частина джерел називає цифру 99%)складає близько 100%. Максимальна концентрація препарату в крові досягається протягом 2—3 годин. Целекоксиб майже повністю (на 97%) зв'язується з білками плазми крові. Целекоксиб добре проникає через гематоенцефалічний бар'єр. Препарат проникає через плацентарний бар'єр та виділяється в грудне молоко. Метаболізується целекоксиб у печінці з утворенням неактивних метаболітів. Виводиться целекоксиб з організму переважно із калом у вигляді метаболітів, частина препарату виводиться із сечею. Період напіввиведення целекоксибу становить 8—12 годин (у середньому 11 годин), даних за збільшення цього часу у осіб похилого віку та у хворих із вираженими порушеннями функцій печінки та нирок немає.

## Показання до застосування
Целекоксиб застосовується для лікування больового синдрому та запального процесу при ревматологічних захворюваннях (ревматоїдному артриті, анкілозуючому спондилоартриті, остеоартрозі).

## Побічна дія
Характерними побічними ефектами, які спостерігаються при застосуванні целекоксибу, як і при застосуванні інших препаратів із групи коксибів, є побічні ефекти з боку серцево-судинної системи. Хоча целекоксиб, на відміну від іншого препарата групи коксибів — рофекоксиба, значно менше впливає на показники артеріального тиску та інші показники серцево-судинної системи, за даними частини клінічних досліджень при застосуванні целекоксибу частота серцево-судинних ускладнень може становити 37%. Серед побічних ефектів з боку серцево-судинної системи найчастіше спостерігаються нестабільність артеріального тиску, периферичні набряки, прогресування серцевої недостатності, тахікардія, аритмія; рідше можуть спостерігатися інфаркт міокарду, інсульти, смерть від кардіоваскулярних причин.
З боку травної системи при застосуванні целекоксибу спостерігається менше побічних ефектів, ніж при застосуванні більшості інших нестероїдних протизапальних препаратів. Найчастіше з боку травної системи (більше 1% випадків) спостерігаються наступні побічні ефекти: біль у животі, діарея, метеоризм, нудота; рідше спостерігаються порушення функції печінки, блювання, печія; рідко (0,01—0,1%) спостерігаються загострення виразкової хвороби, ерозивний езофагіт, панкреатит, перфорація кишечника; вкрай рідко спостерігаються шлунково-кишкові кровотечі, печінкова недостатність. Серед інших побічних ефектів можуть спостерігатися:
- З боку шкірних покривів та алергічні реакції — часто (більше 1% випадків) висипання на шкірі, свербіж шкіри, кашель; нечасто (0,1—1%) алопеція, кропив'янка, задишка, бронхоспазм (лише при тривалому застосуванні у високих дозах); рідко фотодерматоз, синдром Стівенса-Джонсона, синдром Лаєлла, набряк Квінке, багатоформна ексудативна еритема.
- З боку нервової системи — часто (більше 1%) головний біль, головокружіння, безсоння; рідше неспокій, сонливість, шум у вухах, порушення смакових та нюхових відчуттів; вкрай рідко галюцинації, сплутаність свідомості, асептичний менінгіт.
- Зміни в лабораторних аналізах — можуть спостерігатися тромбоцитопенія, лейкопенія, анемія, збільшення активності печінкових ферментів.

## Протипокази
Целекоксиб протипоказаний при підвищеній чутливості до препарату та інших нестероїдних протизапальних препаратів, загостренні виразкової хвороби шлунку та дванадцятипалої кишки, шлунково-кишковій кровотечі, порушеннях згортання крові, виражених порушеннях функції печінки та нирок, бронхіальній астмі зі супутнім поліпозом носа та непереносимістю ацетилсаліцилової кислоти, важкій серцевій недостатності і діагностованою ІХС, облітеруючих захворюваннях судин нижніх кінцівок, вагітності та годуванні грудьми, дітям до 18 років.

## Форми випуску
Целекоксиб випускається у вигляді капсул по 0,05;0,1; 0,2 та 0,4 г.

## Скандали, пов'язані з целекоксибом
11 березня 2009 року Скотт Ройбен, колишній керівник клініки анестезіології та гострого болю Університету Тафтса, заявив про підробку представниками фармацевтичних компаній результатів клінічних досліджень лікарських препаратів, серед яких називались целекоксиб та рофекоксиб (Віокс). Представники компанії «Pfizer» відповіли на це звинувачення заявою, що компанія розчарована заявою Скотта Ройбена, і компанія «Pfizer» завжди підтримувала його дослідження, коли він працював у медичному центрі з найвищою довірою та мав бездоганну репутацію вченого-дослідника.
Виключний патент на першу торгову марку целекоксибу — «Целебрекс» — у США належав компанії «Pfizer», та офіційно діяв до березня 2014 року. По закінченні терміну цього патенту три фармацевтичні компанії — «Teva», «Actavis» та «Mylan» оголосили про намір зареєструвати генеричний препарат целекоксибу в США власного виробницства, що спричинило тривалі судові позови фармацевтичних компаній до FDA та компаній-конкурентів. Спочатку FDA продовжила дію патенту на целебрекс до 2 грудня 2015 року, але суд штату Вірджинія скасував це рішення, що дозволило вищеназваним компаніям розпочати продаж генеричного целекоксибу на теренах США.